# Treyarnon
Treyarnon – plaża i osada wypoczynkowa w Anglii, w Kornwalii. Leży 59 km na północny wschód od miasta Penzance i 360 km na zachód od Londynu.